# Westheim (Biebelried)
Westheim ist ein Ortsteil der Gemeinde Biebelried im unterfränkischen Landkreis Kitzingen.

## Geografische Lage
Das Pfarrdorf Westheim liegt im Südwesten des Gemeindegebietes von Biebelried. Im Norden schließt sich die Gemarkung des Gemeindeteils Biebelried an, im Osten breitet sich die Große Kreisstadt Kitzingen aus. Südöstlich von Westheim befindet sich der Ortsteil Kaltensondheim, im Südwesten und Westen der Landkreis Würzburg. Die Kastanie vor dem Westheimer Rathaus wird als Naturdenkmal eingeordnet.
Die nächstgelegenen, größeren Städte sind das etwa 7 Kilometer entfernte Kitzingen und Würzburg in ungefähr 10 Kilometer Entfernung.
Naturräumlich liegt Westheim auf den sogenannten Hochflächen im südlichen Maindreieck, die zu den Gäuflächen im Maindreieck gezählt werden. Typisch sind die etwa 300 m hohen Flächen, die in Richtung des Maines steil abfallen. Im Osten der Westheimer Gemarkung entspringt der Repperndorfer Mühlbach, der hier Hädersbach genannt wird.

## Geschichte
Im Jahr 1167 wurde Westheim das erste Mal urkundlich erwähnt. Die Gründung erfolgte aber wahrscheinlich bereits während der fränkischen Landnahme in den ersten christlichen Jahrhunderten. In den Jahren 1498 bis 1731 hatten die Schenken von Limpurg die Herrschaft über das Dorf inne. Erst im 18. Jahrhundert konnte das Würzburger Domkapitel die Macht über Westheim an sich ziehen. Im 19. Jahrhundert wurde das Bauerndorf Westheim bayerische Landgemeinde, im Jahr 1978 Teil der Gemeinde Biebelried.

## Wappen
| | Blasonierung: „In Rot drei silberne, aus einem silbernen Dreiberg aufwachsende Getreideähren an aufrechten Halmen.“ |
| Wappenbegründung: Das Wappen ist einem Dienstsiegel des Jahres 1638 entlehnt. Die Tingierung verweist wohl auf die jahrhundertelange Zugehörigkeit zum Hochstift Würzburg, dessen Wappen ebenfalls die Farben Rot und Silber aufweist. Die Ähren sind vielleicht ein Hinweis auf den Haupterwerb der Bewohner. | |

## Sehenswürdigkeiten

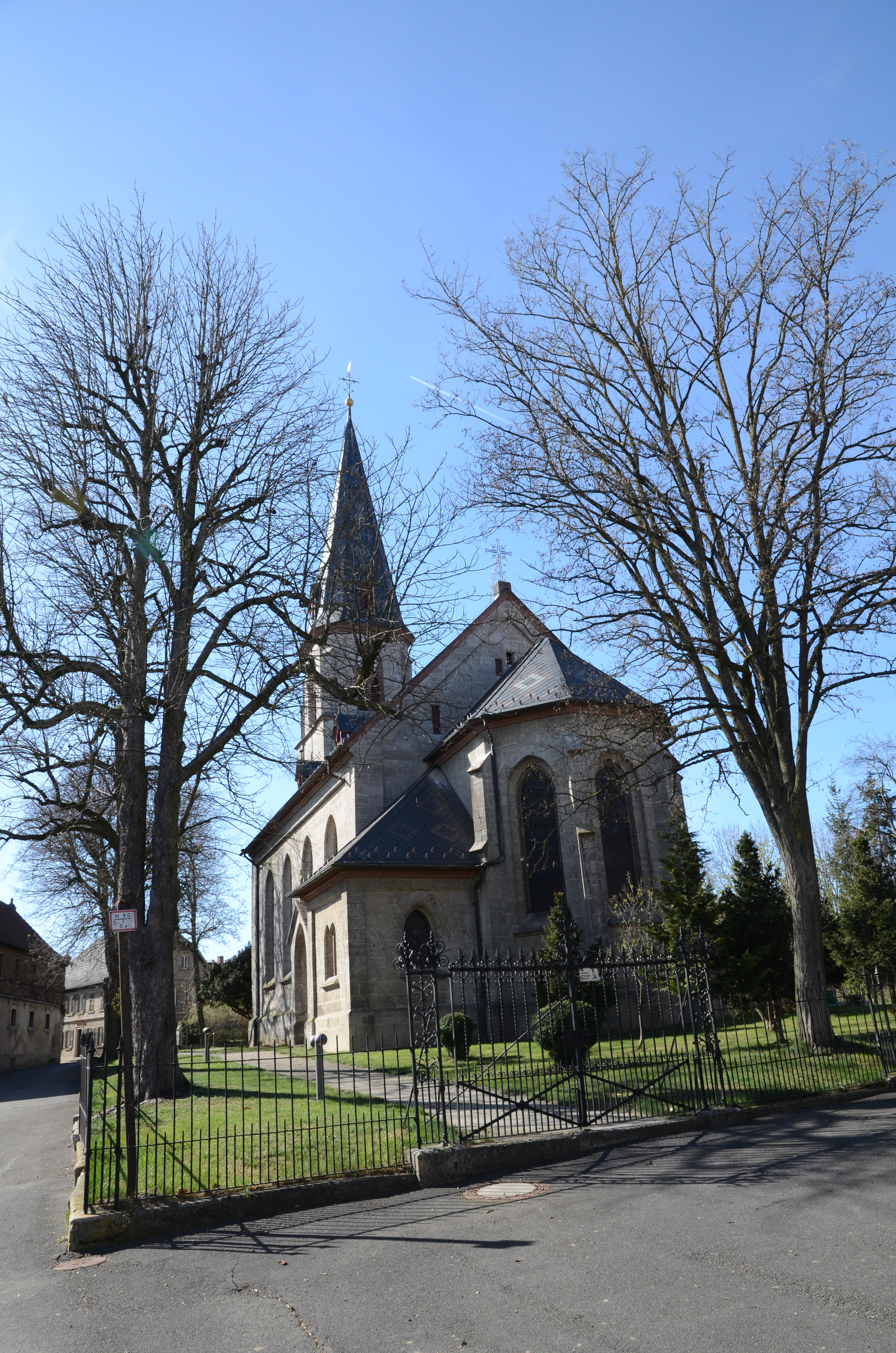
Die evangelisch-lutherische Pfarrkirche

Die evangelisch-lutherische Pfarrkirche des Ortes entstand in den Jahren 1893/1894, als man die baufällige Kirchenburg abriss. Die Altäre sind der sogenannten Schreinergotik zuzuordnen. Mehrere Wandfresken schmücken das Kircheninnere, im Deckenfresko erkennt man die Darstellung des jungen Jesu im Jerusalemer Tempel. → Dreifaltigkeitskirche (Westheim)
Neben der Kirche existieren im Ort mehrere Bauernhäuser und Hofanlagen, die dem ausgehenden 18. und dem beginnenden 19. Jahrhundert zuzurechnen sind. Der Friedhof weist Grabmale derselben Zeitspanne auf. Das ehemalige Schloss der Freiherren Groß von Trockau ist heute in ein landwirtschaftliches Anwesen integriert und kaum noch zu erkennen.